# Charles Paul Landon
Charles Paul Landon (Nonant-le-Pin, 12 ottobre 1760 – Parigi, 5 marzo 1826) è stato un pittore e critico d'arte francese.

## Biografia
Charles Landon fu allievo di due grandi artisti del suo tempo: François-André Vincent e Jean-Baptiste Regnault. Grazie ai loro insegnamenti vinse il Prix de Rome nel 1792 con il quadro "Eleazar sceglie di morire piuttosto che violare la legge che proibisce di mangiare carne vietata". Già dall'anno precedente, però, aveva iniziato ad esporre al Salon e continuò a farlo sino al 1812.
Divenne il pittore di Carlo Ferdinando di Artois, duca di Berry, fu nominato "Conservatore della pittura" (direttore) del Museo del Louvre e venne eletto membro dell'Istituto di Francia.
Oltre che per sua attività di pittore, Landon fu anche noto per i suoi scritti sui musei e sui vari Salon di quegli anni, nonché per la stampa di alcune raccolte di incisioni al tratto che riproducevano le opere comparse nei Salon stessi. Come storico pubblicò la vita dei grandi pittori in 22 volumi e altre opere minori di critica. In due libri fornì anche sapienti descrizioni delle città di Londra e Parigi.
Oggi la critica nega che Landon, nella sua veste di direttore del Louvre, abbia esposto sue opere proprio in quel museo.
Tra le sue composizioni pittoriche si ricordano Dedalo e Icaro, Il bagno di Virginia e Agar disseta Ismaele, conservate al Museo di Belle arti di Alençon.
Landon morì a Parigi a 66 anni. Sua figlia Marie Pauline, sposata Soyer, fu anch'ella un'abile artista dell'incisione.

## Galleria d'immagini

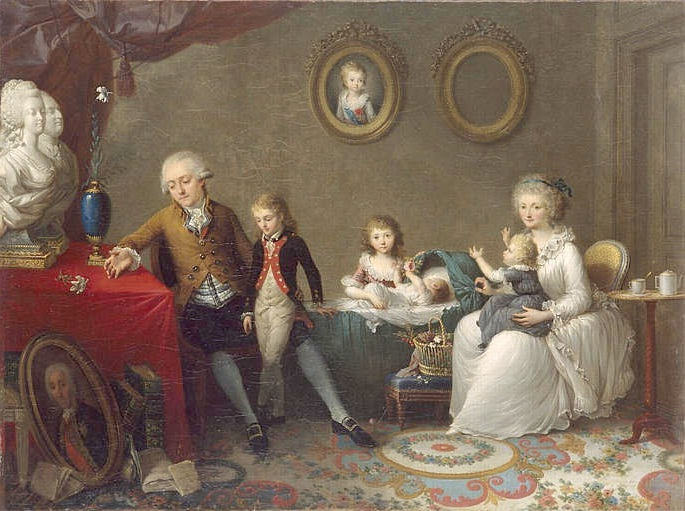
Il conte Pierre-Jean de Bourcet con la sua famiglia (1791)
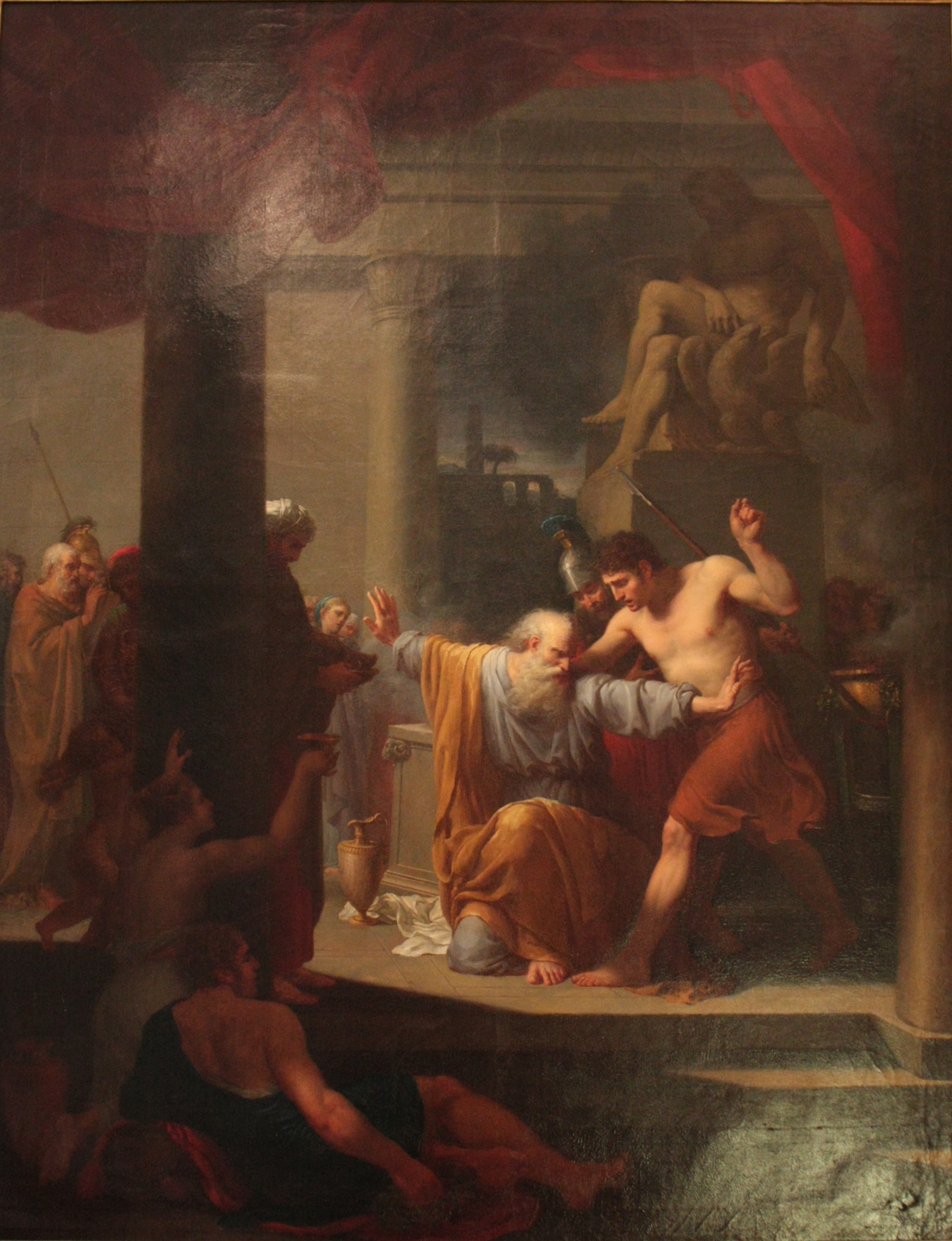
Eléazar (1792)
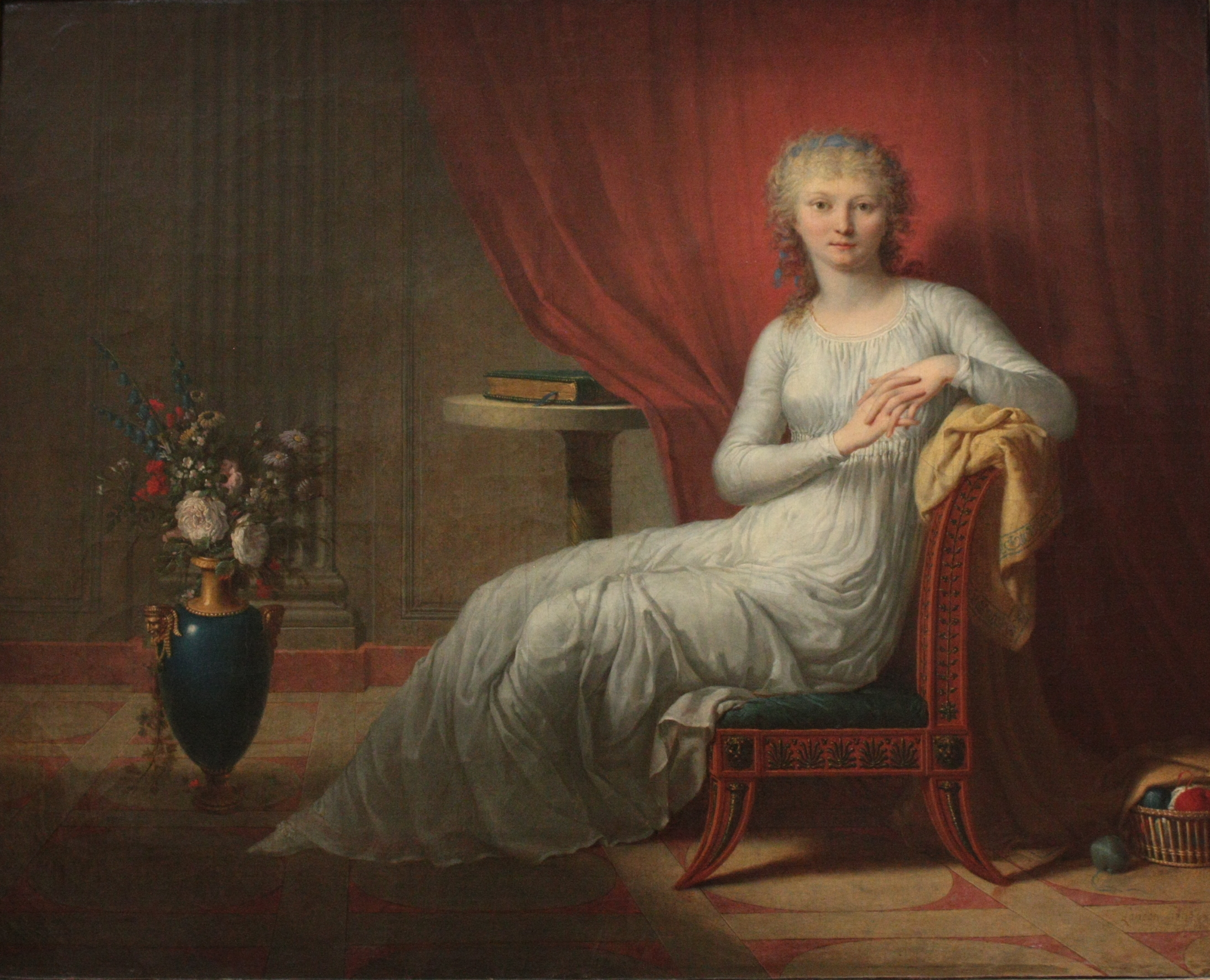
Ritratto di donna (1793)
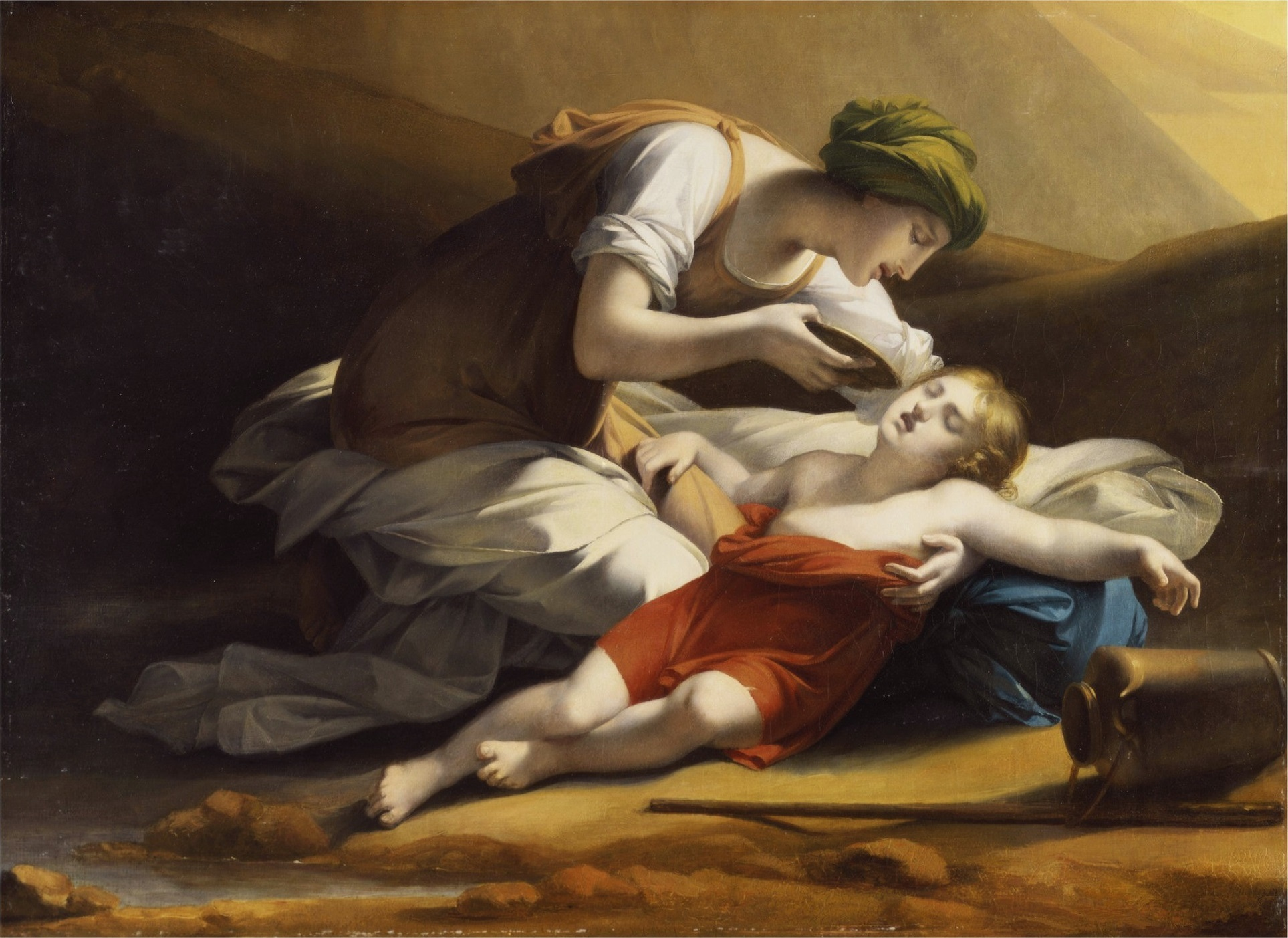
Agar disseta Ismaele
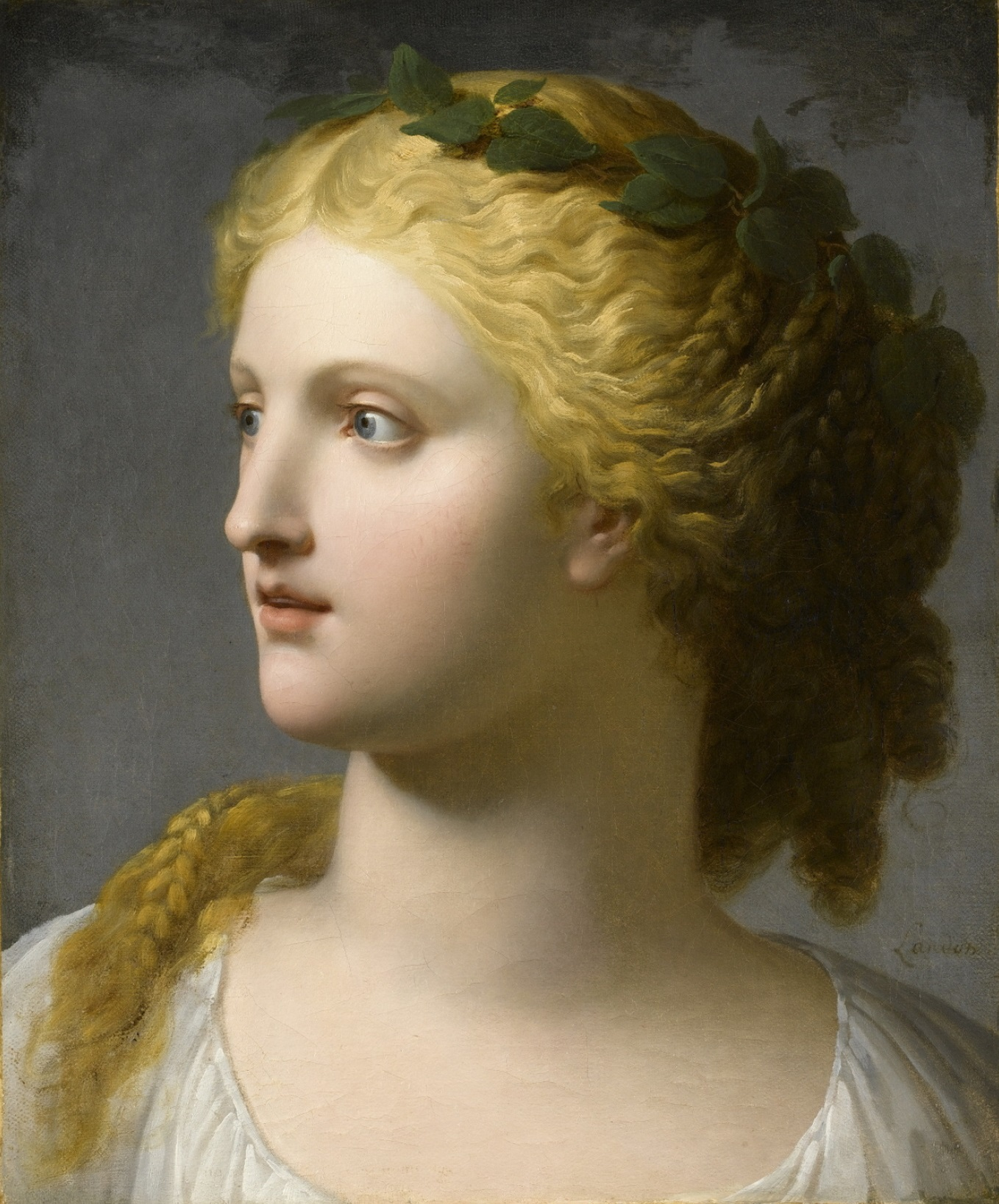
Donna coronata d'alloro

## Opere (selezione)
- La Peinture et la Poésie, Museo di belle arti, Agen
- Dédale et Icare, Museo di Belle arti e del merletto, Alençon
- La Tristesse d'Orphée, Museo di Belle arti e del merletto, Alençon
- Le Bain de Virginie, Museo di Belle arti e del merletto, Alençon
- Paul et Virginie dans leur enfance, Museo di Belle arti e del merletto, Alençon
- Le Temps brise les ailes de l'amour, Museo del Tempo, Besançon
- Portrait de Monsieur Dominique Bonet, Museo Goya, Castres
- Tête de femme couronnée de laurier, Museo Magnin, Digione
- Léda, Castor et Pollux, Museo nazionale del Castello di Fontainebleau
- Le Comte Pierre-Jean de Bourcet et sa famille, Museo di belle arti, Grenoble

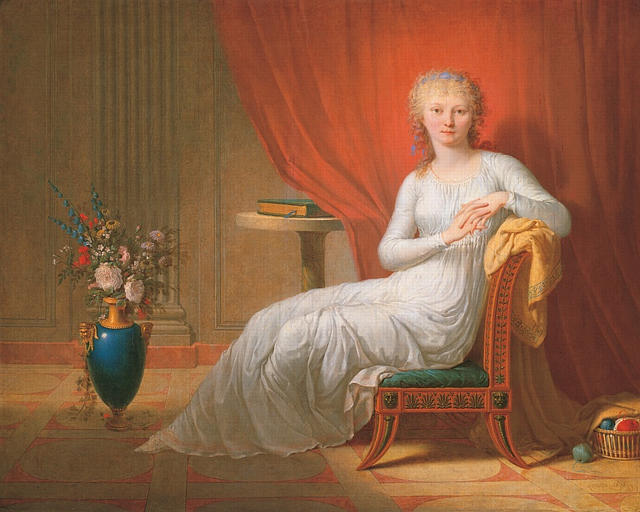
Ritratto di donna
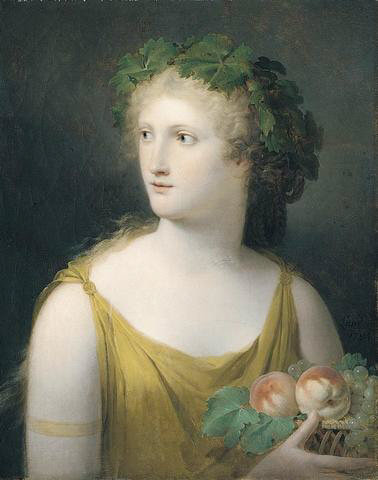
Ritratto di signora in giallo
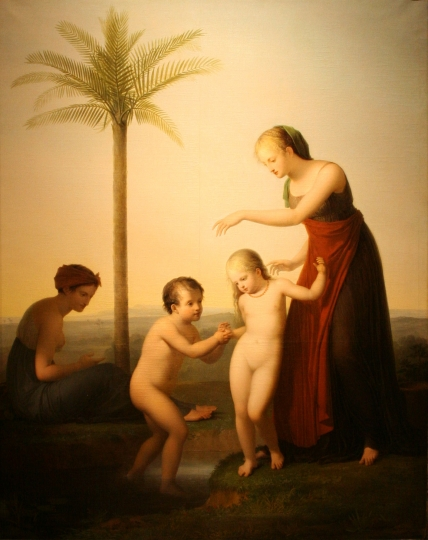
Paolo e Virginia
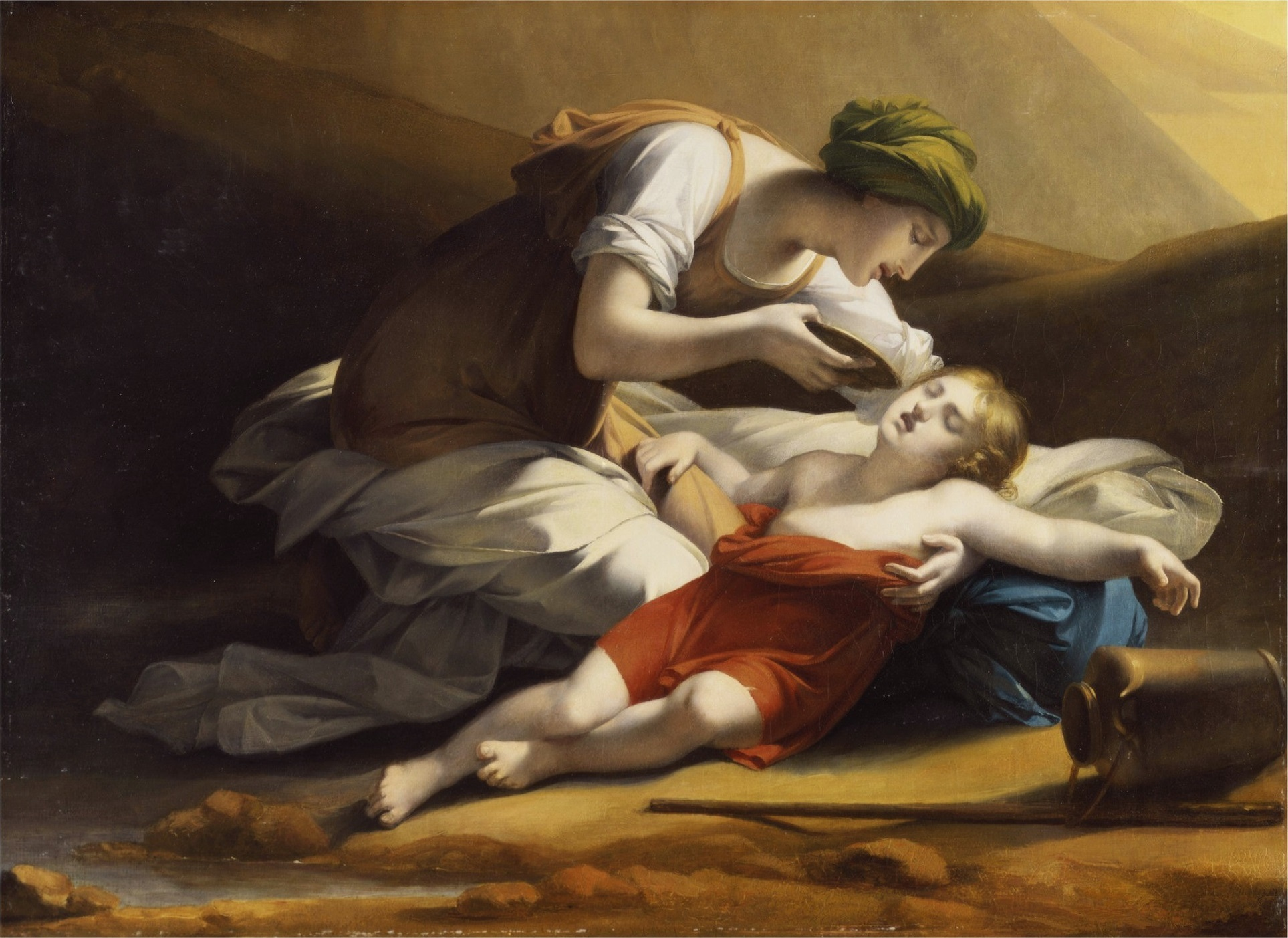
Agar dà a Ismaele l'acqua della fonte miracolosa
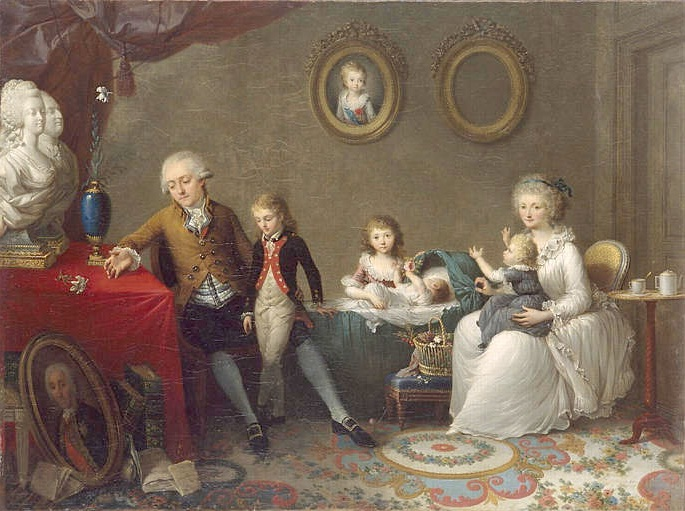
La famiglia del conte Bourcet

- Portrait de Jean-Jacques Leroux de Tillets, Facoltà di Medicina, Parigi
- Le Frappement du rocher, (da Poussin), Museo d'Arte e Storia, Pithiviers
- Vénus et l'Amour, non localizzato
- Agar donnant de l'eau à Ismaël, non localizzato
- Deisis, non localizzato

## Pubblicazioni
- Annales du Musée et de l'École Moderne des Beaux-Arts. Raccolta di incisioni al tratto. Questi annali si compongono di due collezioni successive così suddivise:
- Annales du Musée et de l'École Moderne des Beaux-Arts, (1801-1809), 17 volumi e un supplemento, 1275 tavole.
- Annales du Musée, Paysage et tableaux de Genre, (1805-1808), 4 volumi, 288 tavole.
- Seconde collection, (parte più antica) (1810-1821), 4 volumi, 276 tavole.
- Galerie Giustiani, (1812), 1 volume, 73 tavole.
- Galerie de M. Massias, Ancien résident de France à Carlsruhe, (1815), 1 volume, 72 tavole.
- Seconde collection, I Salon dal 1808 al 1835, 17 volumi, 1778 tavole.

- Vita e opere dei più celebri pittori di tutte le epoche ..., in 22 volumi
- Una descrizione storica di Parigi, in 2 volumi
- Descrizione di Londra, con 42 tavole
- Scrisse anche una descrizione del Palais du Luxembourg e dei suoi contenuti, oggi appartenente alla collezione Giustiniani.

## Galleria d'immagini
- Ritratto di donna
- Ritratto di signora in giallo
- Paolo e Virginia
- Agar dà a Ismaele l'acqua della fonte miracolosa
- La famiglia del conte Bourcet